# Prosopis
Prosopis är ett släkte av ärtväxter. Prosopis ingår i familjen ärtväxter.

## Bildgalleri

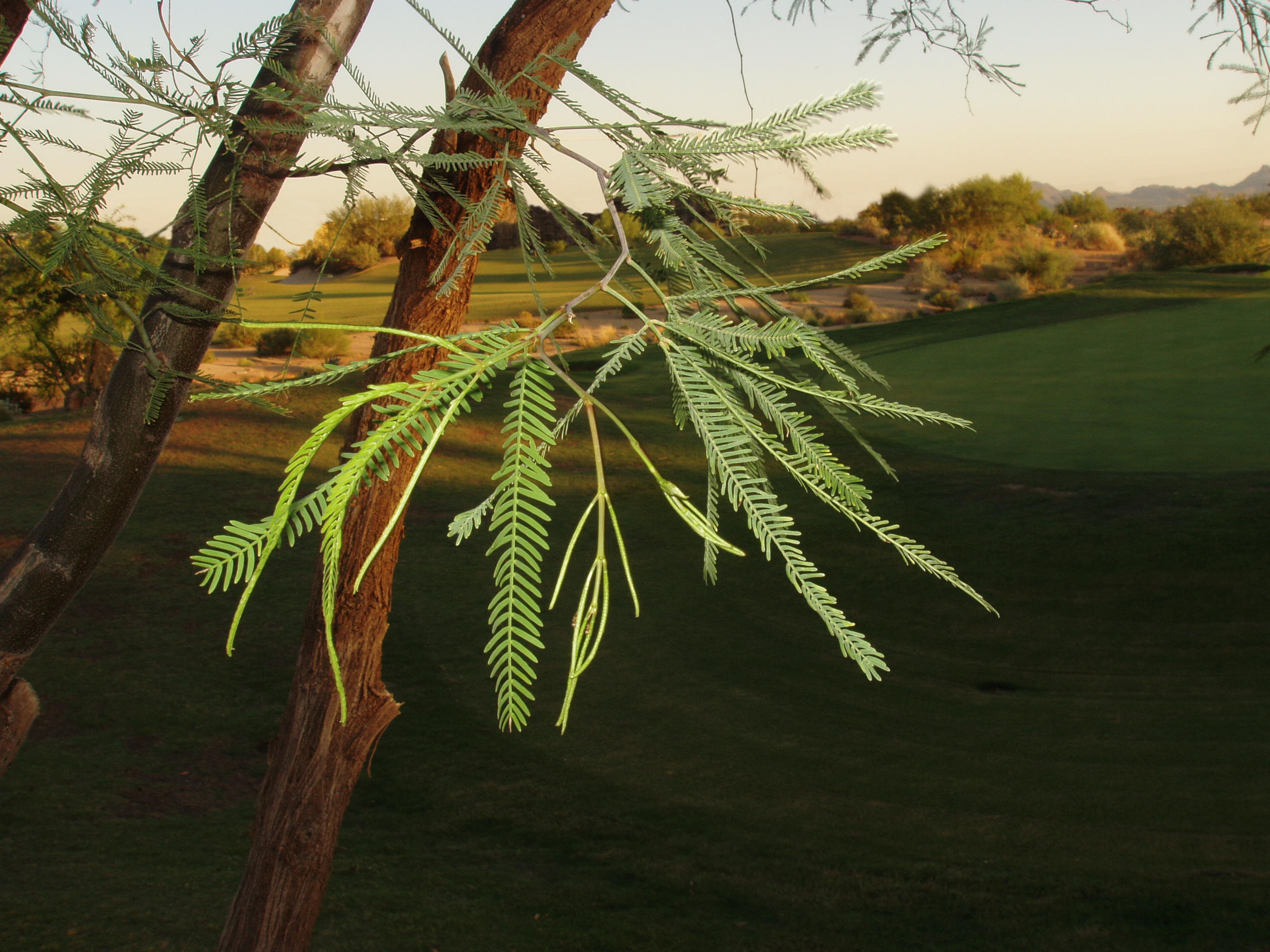
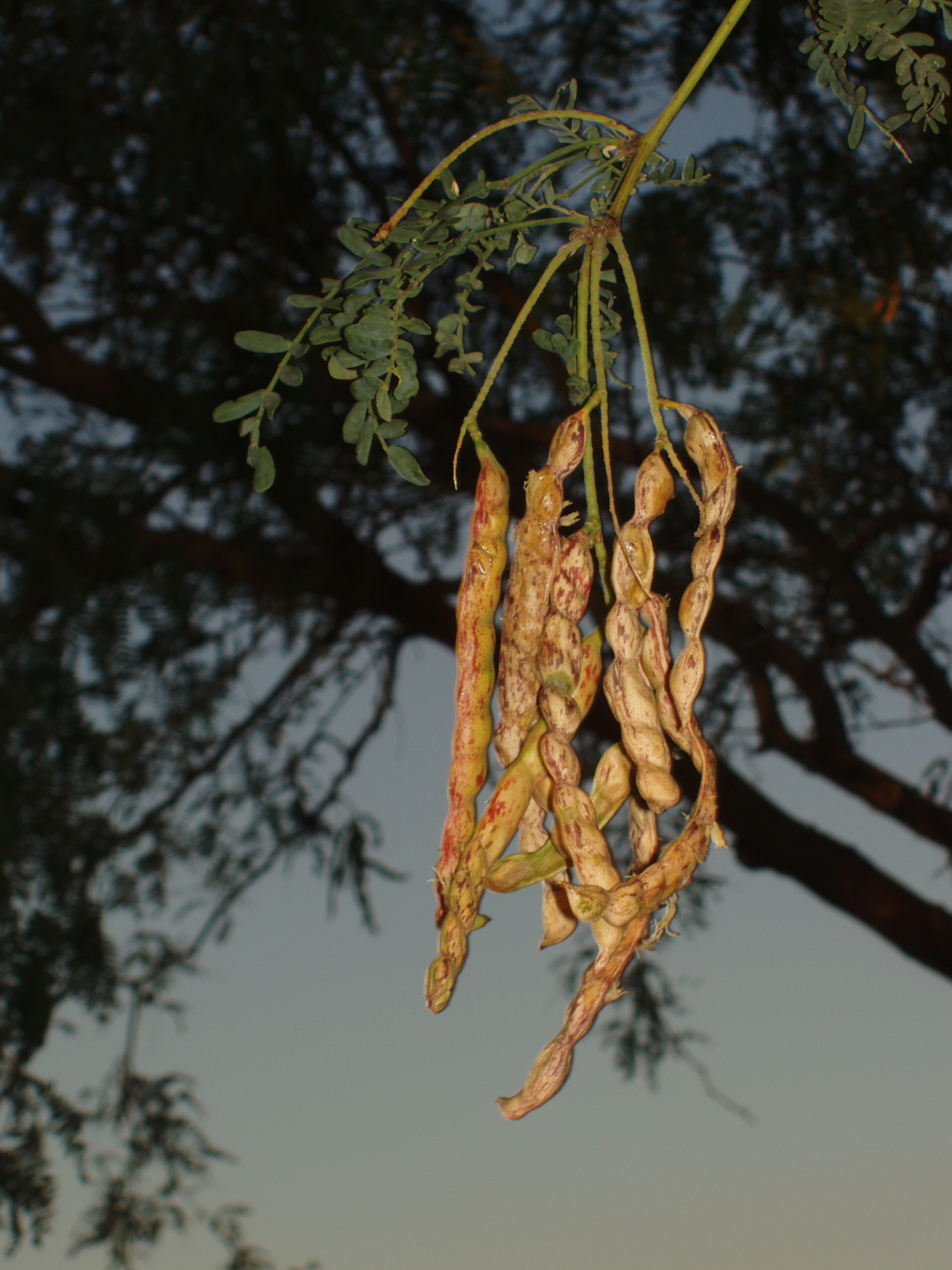
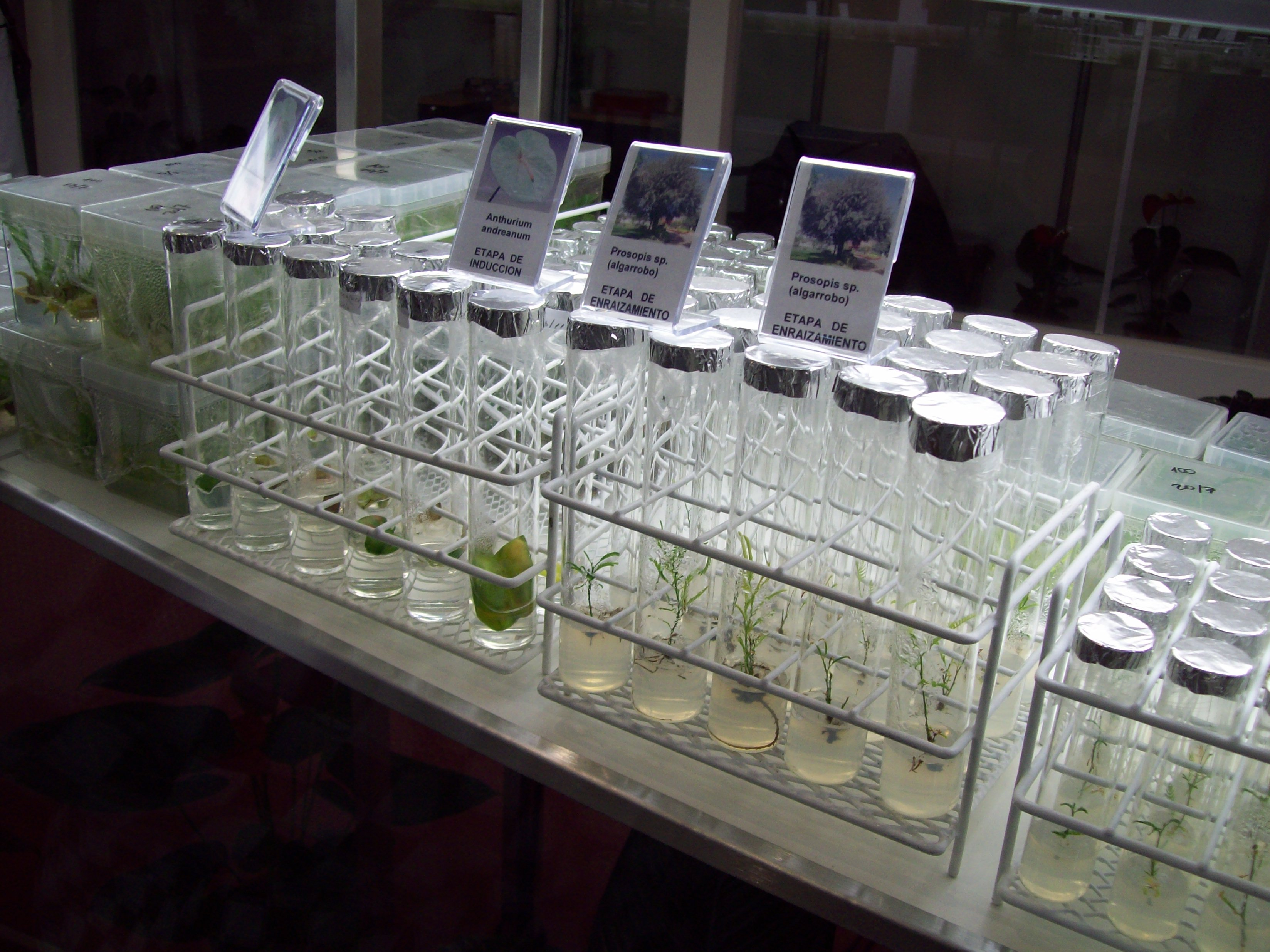

## Dottertaxa tillProsopis, i alfabetisk ordning[1]
- Prosopis abbreviata
- Prosopis affinis
- Prosopis africana
- Prosopis alba
- Prosopis alpataco
- Prosopis argentina
- Prosopis articulata
- Prosopis burkartii
- Prosopis caldenia
- Prosopis calingastana
- Prosopis campestris
- Prosopis castellanosii
- Prosopis chilensis
- Prosopis cineraria
- Prosopis denudans
- Prosopis elata
- Prosopis farcta
- Prosopis ferox
- Prosopis fiebrigii
- Prosopis flexuosa
- Prosopis glandulosa
- Prosopis hassleri
- Prosopis humilis
- Prosopis juliflora
- Prosopis koelziana
- Prosopis kuntzei
- Prosopis laevigata
- Prosopis nigra
- Prosopis pallida
- Prosopis palmeri
- Prosopis pubescens
- Prosopis pugionata
- Prosopis reptans
- Prosopis rojasiana
- Prosopis rubriflora
- Prosopis ruizlealii
- Prosopis ruscifolia
- Prosopis sericantha
- Prosopis strombulifera
- Prosopis tamarugo
- Prosopis tamaulipana
- Prosopis torquata
- Prosopis velutina
- Prosopis vinalillo